# Tara (stad i Sibirien)

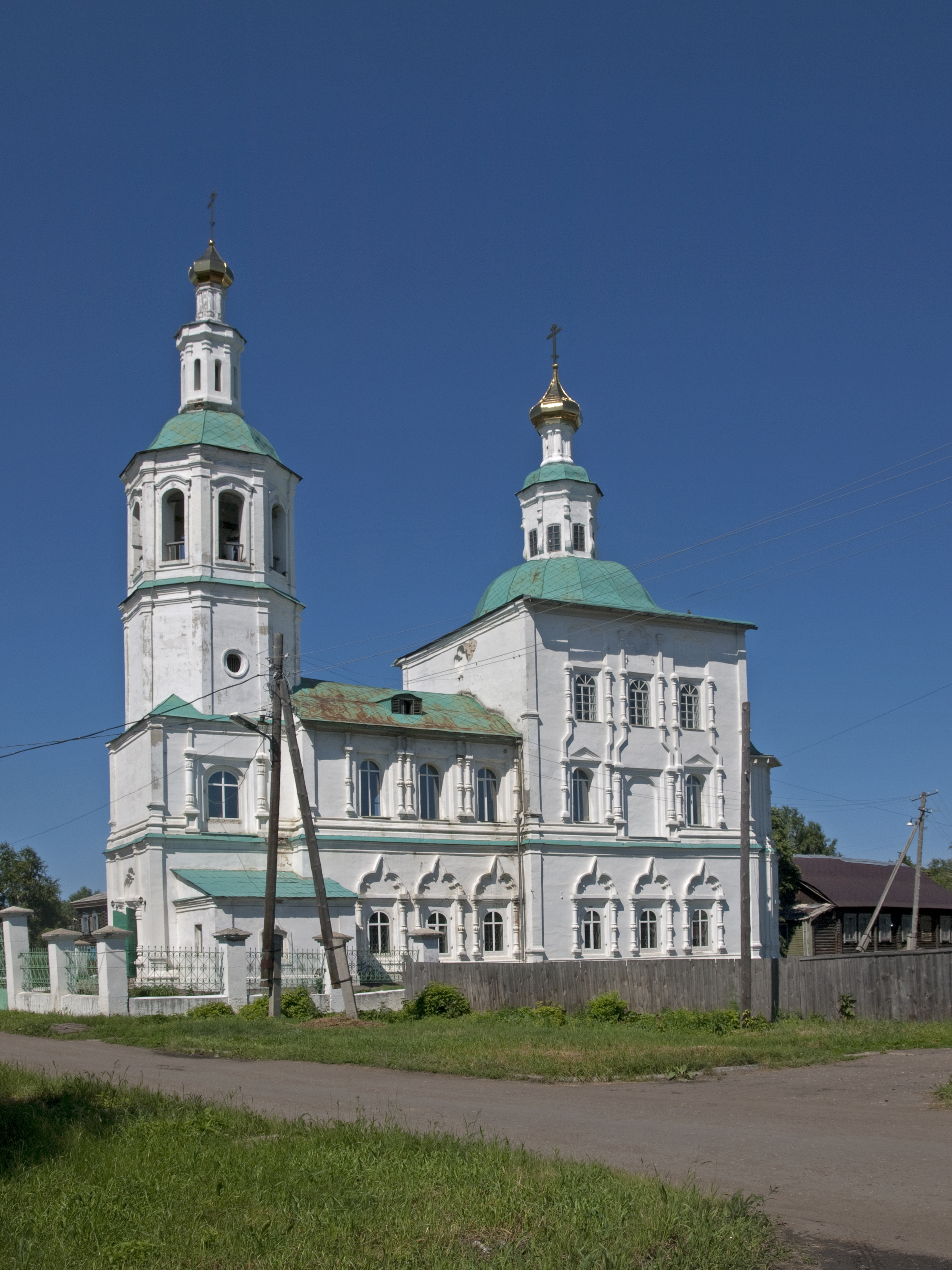
Den Helige Frälsarens katedral

Tara (ryska: Та́ра) är en stad i Omsk oblast i Sibirien i Ryssland, som ligger där floden Tara mynnar i Irtysj. I det området övergår också skogslandet i stepp, omkring 300 kilometer norr om staden Omsk. Tara hade 2010 27 888 invånare.

## Historik
Tara grundades som en ostrog, en rysk pallisadomgiven befästning av trä, omkring 1594 som en direkt följd av Yermaks intrång i Sibirien. Tara är äldre än många av städerna i Sibirien och var under lång tid en port för bosättningar längre österut. Omsk, som senare gick om Tara i betydelse, grundades på begäran av Taras militära befälhavare. 
Taras äldre kyrkor speglar en epok då Tara var en av endast två städer i Ryska ortodoxa kyrkans Tobolskeparki och Tara var ett viktigt administrativt säte för kyrkan i Sibirien. Under 1700- och 1800-talen var också Tara säte för en underavdelning till Guvernementet Tobolsk, med jurisdiktion över Omsk.
Stadens betydelse minskade efter anläggandet av Siberienvägen på 1700-talet och Transsibiriska järnvägen på 1800-talet. Ingen av dessa passerade Tara, utan gynnade i stället utvecklingen i andra orter, såsom Isilkul, Kalajinsk och Natsivajevsk som alla ligger längs den transsibiriska järnvägen.

## Kultur och sevärdheter
Tara tillhörde små västsibiriska städer, som har bevarat sin historiska bebyggelse ganska bra. Den Helige Frälsarens katedral ("Спасский кафедральный собор", "Spasski kafedralny sobor"), uppfördes 1754–1776. Många köpmansbostäder i trä och sten från perioden från 1700-talet till början av 1900-talet finns bevarade, däribland köpmansfamiljen Nerpins gård, som är det äldsta stenhuset i Omsk oblast och idag inrymmer en medicinsk skola. Det finns också ett antal gamla statliga lager av alkoholhaltiga drycker. 
Staden har en dramatisk teater, som är uppkallad efter skådespelaren Mikail Alexandrovitj Uljanov (1927–2007).
Tara har sedan 1932 ett lokalhistoriskt museum, som är inrymt i köpmannafamiljen Wolkows tidigare bostadshus.. Det finns också ett konstmuseum, som invigdes 1987, i köpmannafamiljen Chomjakovs gård i trä från slutet av 1800-talet..

## Klimat
Tara har ett fuktigt inlandsklimat, på gränsen till ett subarktiskt klimat, med mycket kalla vintrar och milda somrar.  Nederbörden är ganska låg, men markant högre sommartid än andra tider på året.